# شينشيتا

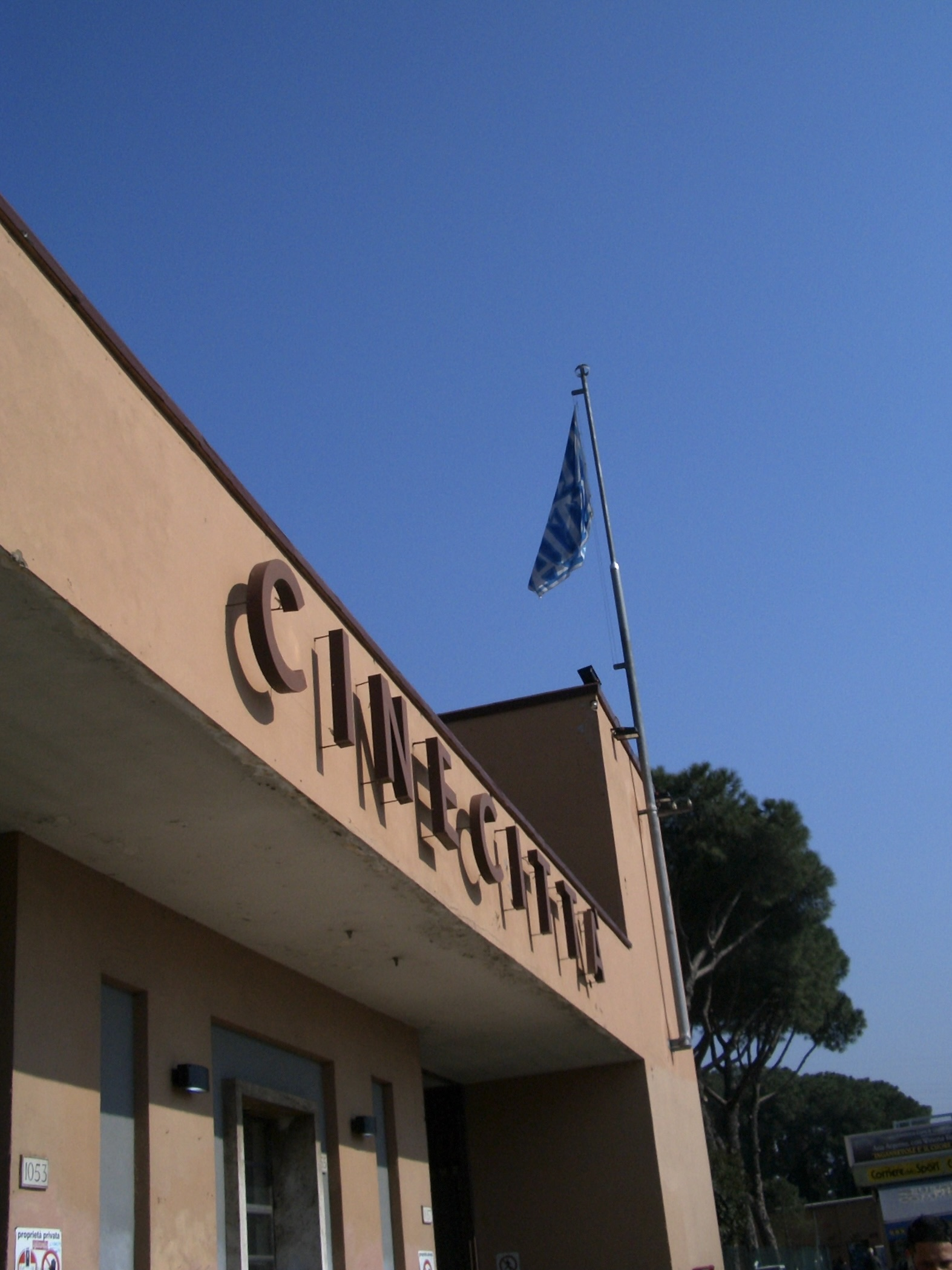
مدخل الاستديوهات في العاصمة الإيطالية روما

شينشيتا (إيطالية:Cinecittà)، وهي أتت من الكلمتين شينما (cinema) وشيتا (città) وتعني مجتمعة: (مدينة السينما). هي أكبر ستوديو أفلام في روما، إيطاليا.

## خلفيتها
تأسست هذه الإستديوهات على يد الزعيم الفاشي الإيطالي بينيتو موسوليني، عام 1937 لكنها دمرت من قبل طيران التحالف في الحرب العالمية الثانية. في الخمسينات من القرن الماضي، كانت شينشيتا موقعا لتصوير عدد كبير من الأفلام الأمريكية مثل فيلم بن هور. وارتبطت بعدها ستديوهات شينشيتا بأفلام المخرج الإيطالي فيديريكو فليني كفيلمه الحياة الحلوة الذي حصل على جائزة السعفة الذهبية في مهرجان كان السينمائي عام 1960.
في ثمانينيات القرن الماضي، كادت أن تعلن الاستديوهات إفلاسها، إلا أن الحكومة الإيطالية، تدخلت وقامت بشراء حصص منها.
في عام 1991 استضافت الاستديوهات مسابقة يوروفجين الغنائية، بعد أن كانت المسابقة ستقام في سانريمو، إلا أن مخاوف زمنية نقلته إلى روما.
أيضا استضافت الإستديوهات عدد من الإنتاجات التلفزيونية كالنسخة الإيطالية من الأخ الأكبر «غراندي فراتيللو» Grande Fratello.

## الإستوديوهات والسينما في العالم
الكثير من الإنتاجات السينمائية، تم إنتاجها في هذه الاستديوهات، كما أنها بالنسبة للكثيرين، مرادف للسينما الإيطالية فالعديد من الأفلام الإيطالية صورت فيها منهم فيلم لا دولشي فيتا، لكن العديد من الإنتاجات غير الإيطالية، ما زالت تصور في هذه الإستديوهات فمؤخرا اختار المخرج الأمريكي مارتين سكورسيزي شينشيتا مكاناً لتصوير فيلمه عصابات نيويورك، كما صور المخرج ويس أندرسون فيلمه الحياة المائية مع ستيف زايسو. كما صوّر ميل غيبسون فيلمه الآم المسيح في شينشيتا.
كما احتضنت الاستديوهات تصوير المسلسل التلفزيوني (روما) الذي عرض على قناة «إتش بي أو».
في عام 2006 أقيم مهرجان روما السينمائي الأول في الاستديوهات، كاعتراف بدورها في مسيرة السينما الإيطالية.
احتفلت الإستديوهات بمرور 70 عاما على إنشائها في شهر مايو من عام 2007، بحضور عدد كبير من أوجه السينما الإيطالية مثل الممثلة الإيطالية الشهيرة صوفيا لورين.

## روابط خارجية
- شينشيتا على موقع IMDb (الإنجليزية)
- شينشيتا على موقع الموسوعة البريطانية (الإنجليزية)